# Sunda-Flughund

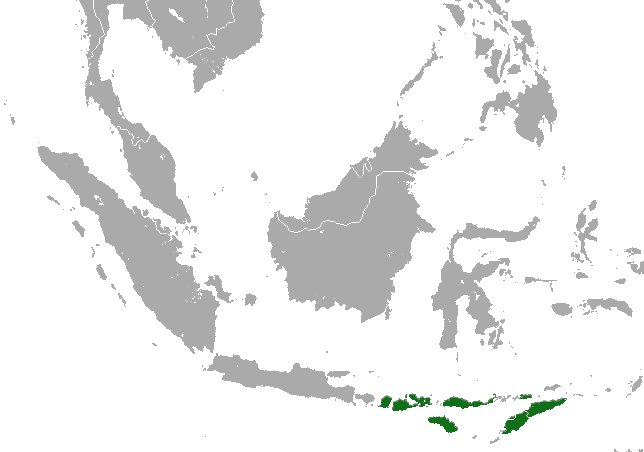
Verbreitungsgebiet des Sunda-Flughundes

Der Sunda-Flughund (Acerodon macklotii) ist ein in Südostasien verbreitetes Fledertier in der Familie der Flughunde. Das Typusexemplar stammt von der Insel Timor. Für gewöhnlich werden die Populationen der einzelnen Inseln als Unterarten geführt.

## Merkmale
Wie andere Vertreter ihrer Gattung ist die schwanzlose Art mit einer Kopf-Rumpf-Länge von etwa 230 mm, einer Unterarmlänge von 139 bis 148 mm (selten bis 156 mm) und einem Gewicht von durchschnittlich 518 g ein großer Flughund. Die Ohren sind 32 bis 34 mm lang. Typisch für den Kopf sind große Augen mit gelbbrauner Iris und ein robusteres Gebiss, verglichen mit dem Sulawesi-Flughund (Acerodon celebensis). Die dunkelbraune Grundfarbe des oberseitigen Fells variiert stark zwischen den einzelnen Populationen. Die Unterseite ist etwas heller und Weibchen sind heller als Männchen. Die dunkelsten Bereiche finden sich am Hinterteil und an den Waden. Auffällig ist ein goldbrauner Mantel um die Schultern. Bei Männchen befinden sich am Hals Drüsen, die durch helle und leicht rötliche Flecken sichtbar sind. Weitere Kennzeichen sind schwarzbraune Flughäute, ein kurzer Fersensporn (Calcar) und eine schmale Schwanzflughaut. Der erste obere Prämolar pro Seite fällt schon bei Jungtieren heraus.

## Verbreitung
Dieser Flughund ist von der Insel Lombok über Sumbawa, Flores und Sumba nach Alor und Timor auf den Kleinen Sundainseln verbreitet. Er lebt im Flach- und Hügelland bis 450 Meter Höhe. Der Sunda-Flughund bevorzugt veränderte offene Wälder, Gärten sowie Plantagen und kann vermutlich in ursprünglichen Wäldern angetroffen werden.

## Lebensweise
Die Exemplare ruhen am Tage im dichten Blattwerk von Bäumen und bilden Kolonien mit 300 bis 500 Mitgliedern. Gelegentlich wird das Versteck mit dem Kalong (Pteropus vampyrus) geteilt. Die Tiere verlassen den Ruheplatz kurz vor dem Sonnenuntergang und gehen auf Nahrungssuche. Sie fressen Feigen und verschiedene andere Früchte. Bei großem Andrang am Futterplatz jagen dominante Individuen schwächere Tiere fort. Ist das Angebot vielfältig kann die Art den genutzten Baum mit dem Grauen Wallacea-Flughund, dem Kalong oder dem Westlichen Nacktrückenflughund (Dobsonia peronii) teilen. Ein paarungsbereites Männchen wurde auf Timor im März entdeckt. In der gleichen Region waren Weibchen im März mit 7 mm langen sowie im Mai mit 25 mm langen Embryos trächtig.

## Gefährdung
Im gesamten Gebiet finden intensive Waldrodungen statt. Weiterhin wirken sich Störungen am Ruheplatz negativ aus. Einige Exemplare werden gejagt und als Bushmeat verkauft. Auch wenn genaue Angaben zur Populationsgröße fehlen, wird eine Abnahme der Gesamtpopulation mit etwas mehr als 30 Prozent in den 15 Jahren (drei Generationen) nach 2015 befürchtet. Die IUCN listet den Sunda-Flughund als gefährdet (vulnerable).